# Регіспілля
Регіспілля (біл. вёска Располле) — село в складі Березинського району Мінської області, Білорусь. Село підпорядковане Богушевицькій сільській раді, розташоване в східній частині області.